# Louroux-de-Beaune
Louroux-de-Beaune é uma comuna francesa na região administrativa de Auvérnia-Ródano-Alpes, no departamento Allier. Estende-se por uma área de 10,47 km². Em 2010 a comuna tinha 164 habitantes (densidade: 15,7 hab./km²).